# Andrés Vasquez
Andrés Javier Vasquez Rueda Pinto, mest känd som enbart Andrés Vasquez, född 16 juli 1987 i Lima, Peru är en svensk-peruansk fotbollsspelare (mittfältare).
Efter några års spel i lokala klubbar med IF Stendy som moderklubb började han 1997 spela för IFK Göteborg. Han gjorde allsvensk debut den 7 juli 2005 med IFK Göteborg i en bortamatch mot Gefle med ett inhopp.
Debuterade i Sveriges U21-landslag 2006.
7 maj 2007 sköt Vasquez in sitt första allsvenska mål som även blev uppmärksammat internationellt då han gjorde det med en rabona-spark.
Vasquez blev den 3 december 2007 officiellt klar för FC Zürich och spelar där med nummer 9.
I november 2009 berättade Vasquez att han ville lämna det schweiziska laget och öppnade även för en återvändo till allsvenskan. Han hade vid tiden för intervjun bara fått spela 25 minuter för A-laget under den då pågående säsongen.
Under 2010 lånades Vasquez ut till Grasshopper Club Zürich.
Den 30 juni 2011 skrev Vasquez på ett tvåårskontrakt för BK Häcken.

## Meriter
- Vinnare av allsvenskan 2007 med IFK Göteborg
- Årets mål i allsvenskan 2007
- Nominerad i Fotbollskanalens hederspris 2007
- Nominerad i fotbollskanalen till bästa nykomling 2006